# Gibson Robot Guitar

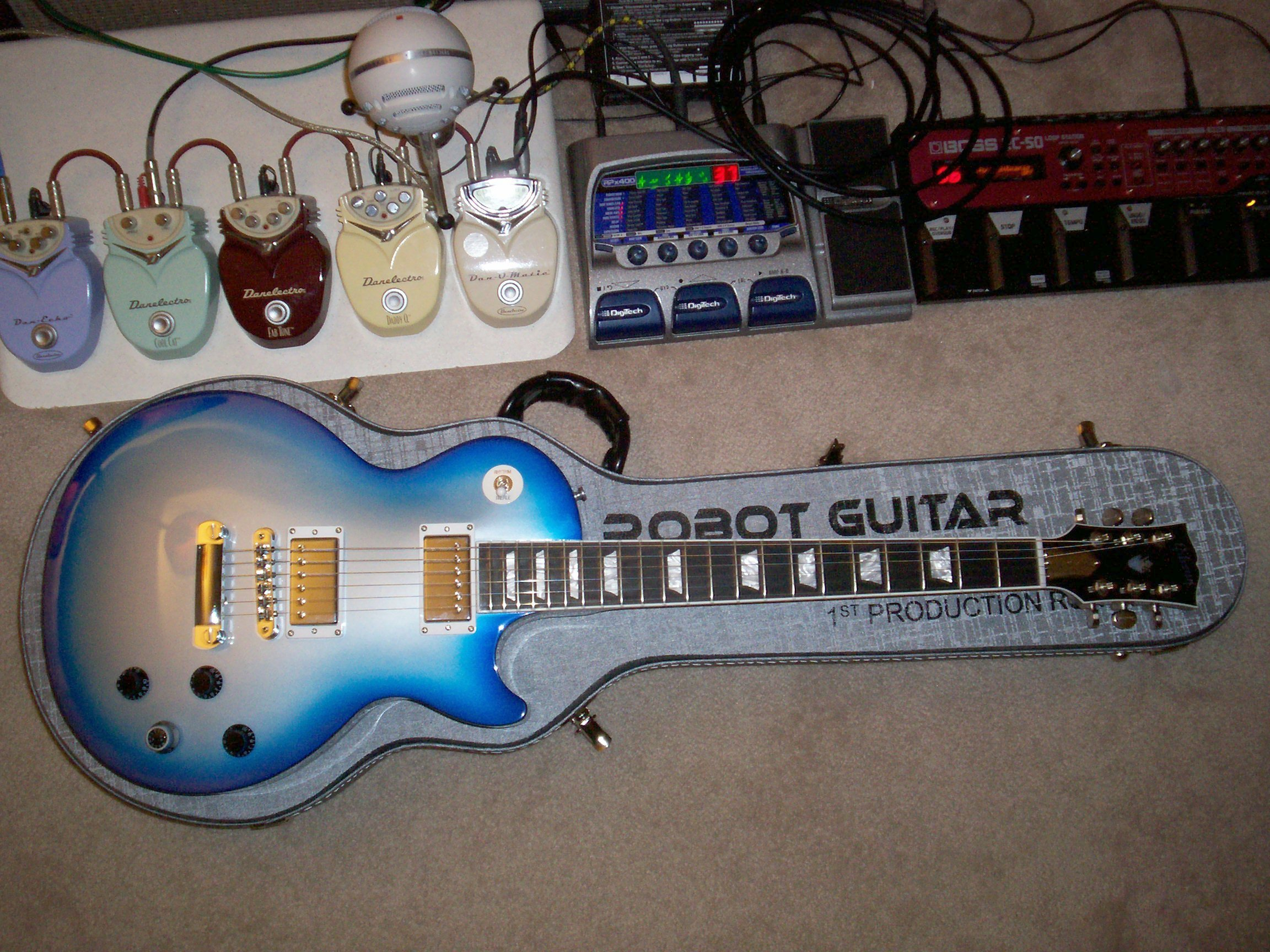
La Gibson Robot Guitar

La Gibson Robot Guitar es una guitarra eléctrica con funciones de afinado automático lanzada por Gibson a finales del año 2007. Gibson la lanzó como “la primera guitarra robot de la historia”.
Entre sus posibilidades de afinado automático no solo se encuentra el modo de afinación estándar (mi-si-sol-re-la-mi, de la primera a la sexta cuerda), sino también modos de afinación sobre los que se tocan canciones famosas de rock. Los 6 modos de afinación no estándar preinstalados se utilizaron en éxitos que van desde “Honky Tonk Women”, de los Rolling Stones, “Voodoo Child”, de Hendrix, o “Going to California”, de Led Zeppelin, hasta “The Circle Game”, de Joni Mitchell.
“No te hará un guitarrista mejor, pero permitirá al intérprete promedio acceder a algunas canciones muy sofisticadas,” dijo a Reuters el presidente ejecutivo de Gibson Guitar Corporation, Henry Juszkiewicz.
Según Gibson, la guitarra robot es el mayor avance en el diseño de guitarras eléctricas en más de 70 años.
El 7 de diciembre de 2007 se lanzó la primera serie de guitarras robot. Se trata de una serie limitada de solo 4,000 unidades de guitarras Les Paul en color azul y plata a un precio de 2,500 dólares solo en los Estados Unidos. Posteriormente Gibson lanzó una serie estándar de la guitarra robótica.